# 대릴 윌처
대릴 윌처(Daryl Wilcher, 1969년 6월 19일 ~ )는 미국의 배우이다.
애틀랜타에서 태어났다.

## 출연 작품

### 영화
- 프리잭 (1992)
- 슬리퍼웨이 캠프 3 (1988년)

### 텔레비전
- In the Heat of the Night (1988-91)